# Vlag van Oud-Turnhout
De vlag van Oud-Turnhout werd door de gemeenteraad op 5 juni 1980 officieel vastgesteld als de gemeentelijke vlag van de Antwerpse gemeente Oud-Turnhout. Op 13 januari 1981 werd hij door het koninklijk besluit bevestigd en uiteindelijk gepubliceerd op 21 februari 1981 en opnieuw op 4 januari 1995 in het officiële Belgisch Staatsblad.
Officieel wordt de vlag beschreven als:
Wit met drie rode leeuwen, blauw geklauwd en getongd.
De vlag is volledig gebaseerd op het gemeentewapen en ziet er dus helemaal hetzelfde uit.

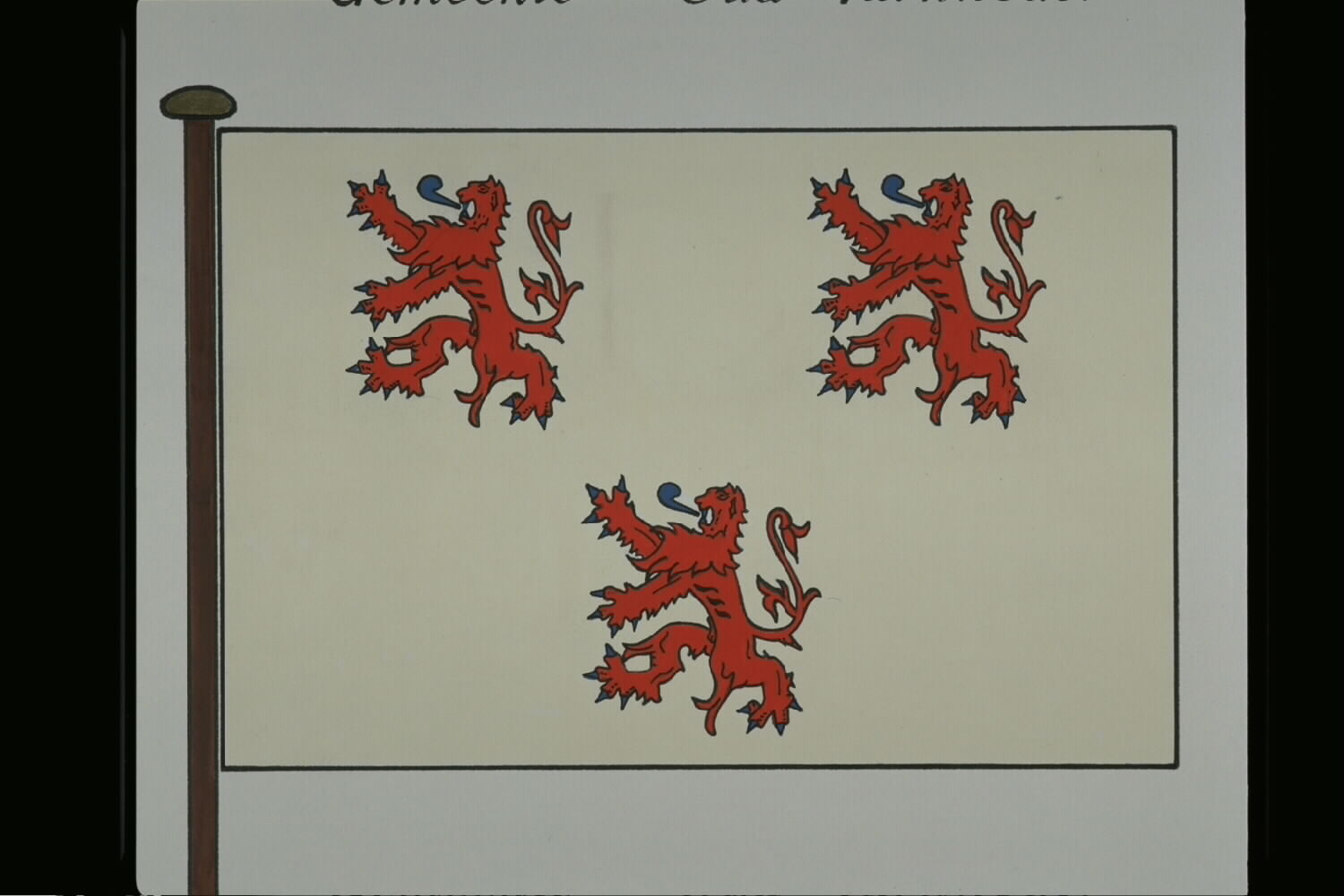
Officiële tekening van de vlag